# Volkswagen Nivus
O Volkswagen Nivus (VW Taigo na Europa) é um SUV crossover de porte compacto (segmento B), e é caracterizado por ser o primeiro veiculo utilitário compacto com linhas de coupé à venda na Europa e no Brasil. 
O modelo, apesar de ser baseado na plataforma MQB A0 do Polo e compartilhar algumas peças de carroceria com o modelo, é totalmente divergente do mesmo. Suas linhas são baseadas no conceito New Urban Concept. Totalmente projetado e desenvolvido no Brasil, de forma digital, algo inédito na história da montadora. O carro foi aceito de forma surpreendente tanto pela matriz da Volkswagen, quando pelos estudos de design feito com os consumidores locais. O que fez com que a marca agendasse planos para que em 2021 a sua fabricação se inicie em Pamplona, Espanha, para abastecer o mercado Europeu com o nome de Taigo. Além disso, o Brasil será responsável por fabricar para todo o mercado sul-americano. Atualmente montado em São Bernardo do Campo, SP, na fábrica Anchieta ao lado de Polo e Virtus, que também são irmãos da plataforma MQB A0.

## Motorização
| Motores a Combustão               | Motores a Combustão | Motores a Combustão                        | Motores a Combustão                        | Motores a Combustão                       |
| Modelo                            | Cilindrada          | Potência                                   | Torque                                     | Transmissão                               |
| --------------------------------- | ------------------- | ------------------------------------------ | ------------------------------------------ | ----------------------------------------- |
| 1.0 L 200 TSI - EA211 "TotalFlex" | 999 cc I3           | 116 cv (87 kW; 118 PS) (com G) a 5500 rpm  | 200 N⋅m (20,4 kg⋅f⋅m) (com E/G) a 2000 rpm | Automático de 6 velocidades Aisin TF-60SN |
| 1.0 L 200 TSI - EA211 "TotalFlex" | 999 cc I3           | {128 cv (96 kW; 130 PS) (com E) a 5500 rpm | 200 N⋅m (20,4 kg⋅f⋅m) (com E/G) a 2000 rpm | Automático de 6 velocidades Aisin TF-60SN |

## Testes de segurança

### Latin NCAP
O Latin NCAP realizou um teste de segurança no veículo em setembro de 2022, com o veículo alcançando 5 estrelas (a nota máxima), sendo 92% para motorista e crianças, 49% para pedestres vulneráveis e 85% em sistemas de segurança.
O veículo contém airbag frontal para motorista e passageiro, protensores no cinto para motorista e passageiro, airbag lateral de cabeça para todos os lugares, airbag lateral de peito para motorista e passageiro, lembrete do cinto de segurança para todos os lugares, e isofix.

### Euro NCAP
O Taigo foi testado pelo Euro NCAP em 2022 e obteve a classificação máxima de segurança de cinco estrelas.

## Produção
O Volkswagen Nivus é produzido nas seguintes fábricas:
- VW Anchieta, São Bernardo do Campo, São Paulo,  Brasil[5][6]
- VW Navarra, Pamplona, Navarra,  Espanha[6]

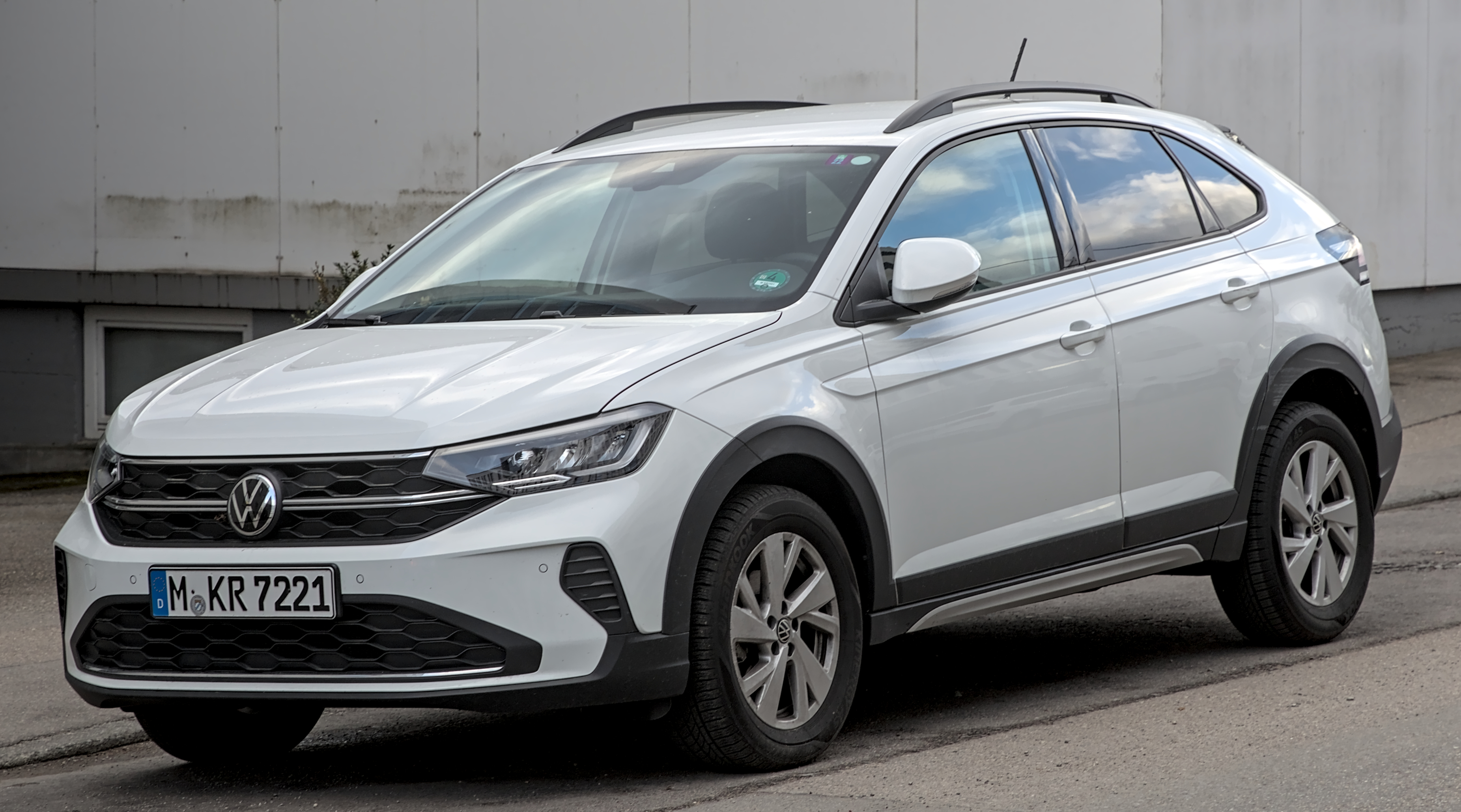
Visão frontal do Volkswagen Taigo
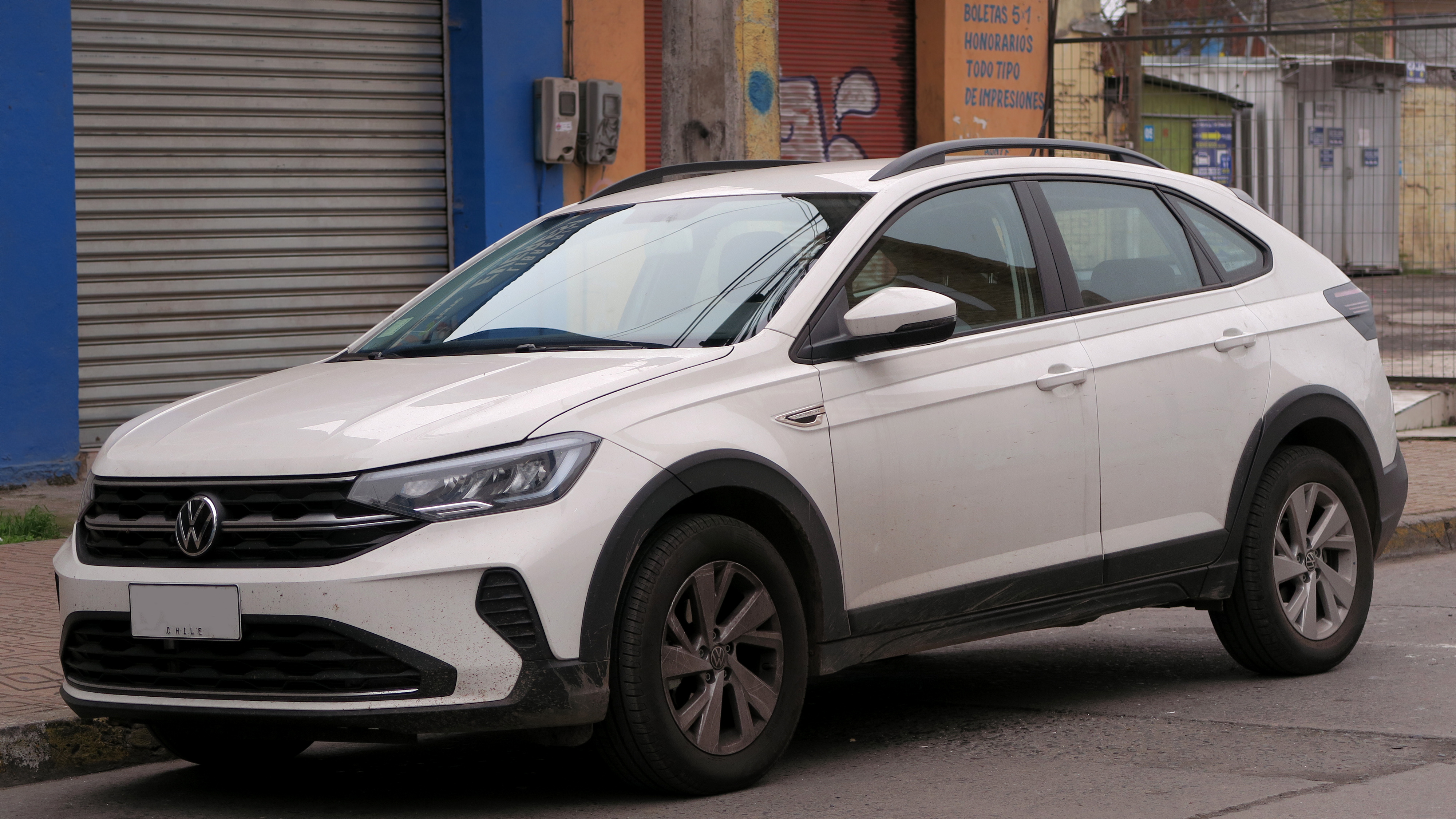
Visão frontal do Volkswagen Nivus
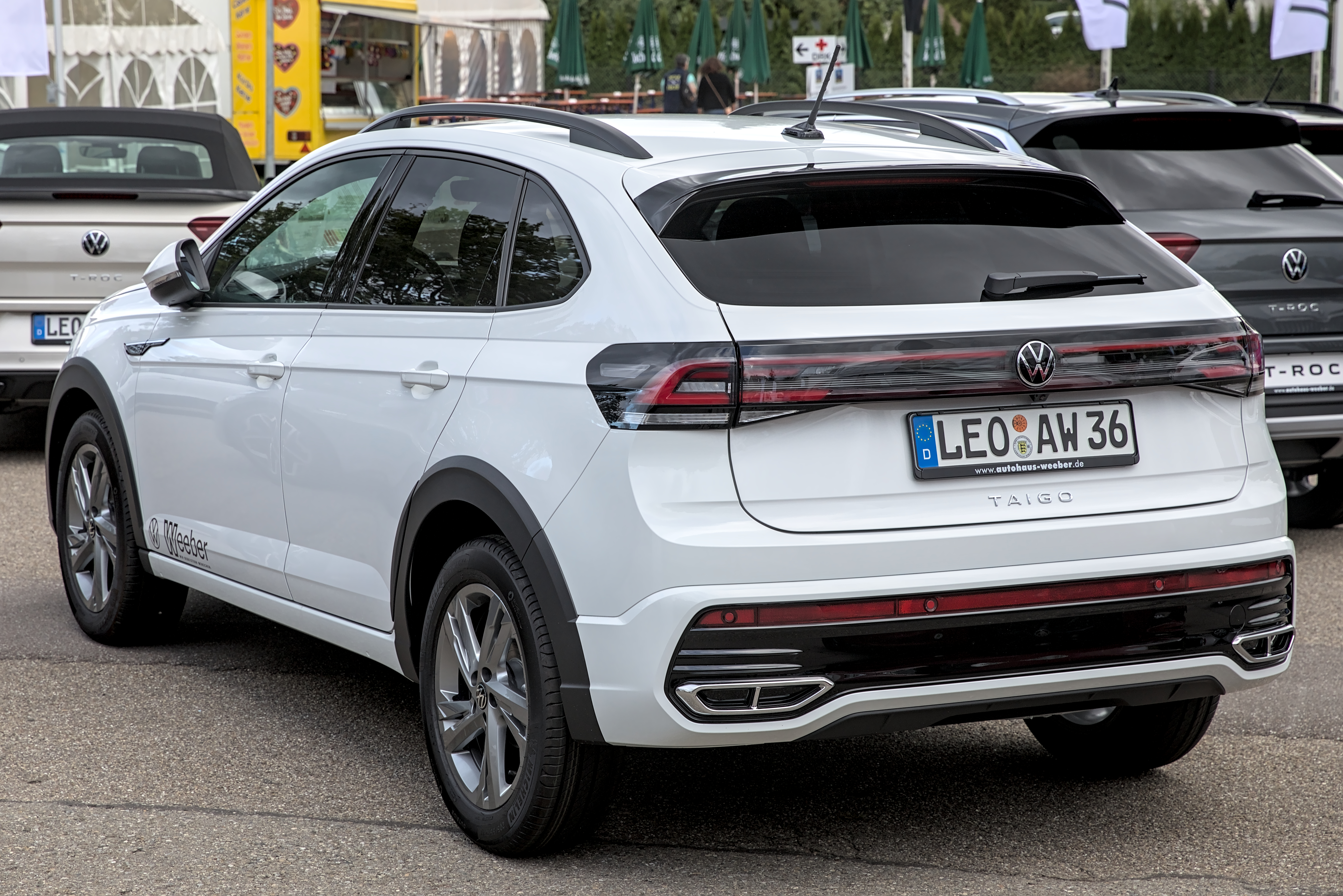
Visão traseira do Volkswagen Taigo
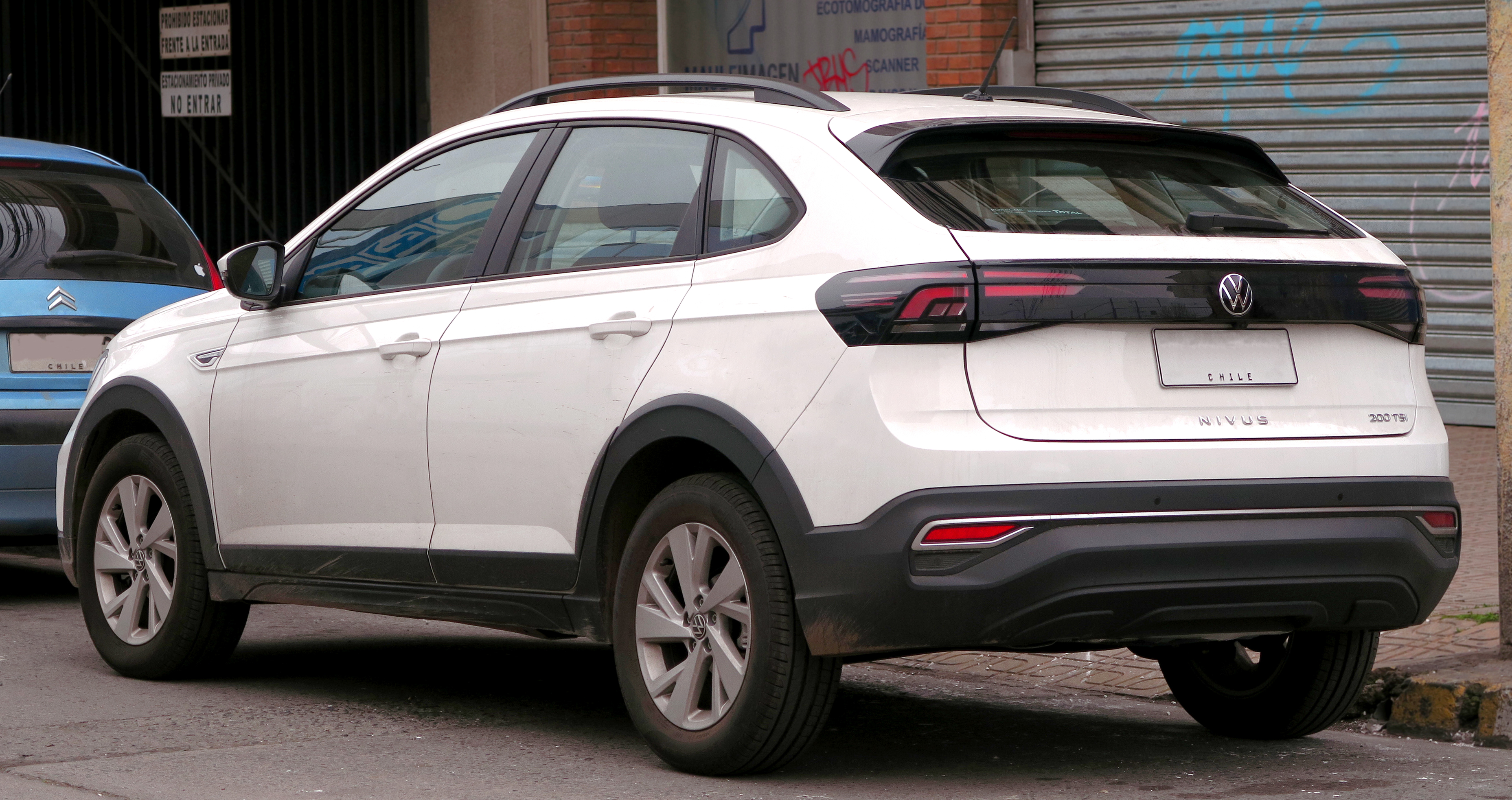
Visão traseira do Volkswagen Nivus